# Drumbeg, Skottland
Drumbeg är en by i Sutherland, Highland, Skottland. Byn är belägen 13 km 
från Scourie. Orten har 101 invånare (2011).